# Не дишай отново
„Не дишай отново“ (на английски: Don't Breathe Again) е американски филм на ужасите на режисьора Родо Саягес. Продължение е на „Не дишай“ от 2016 г.

## Продукция
Снимките са насрочени за април 2020 г., но са отложени заради пандемията от COVID-19. На 8 октомври Стивън Ланг разкрива, че заснемането на филма е приключило.